# Molanna blenda
Molanna blenda är en nattsländeart som beskrevs av Sibley 1926. Molanna blenda ingår i släktet Molanna och familjen skivrörsnattsländor. Inga underarter finns listade i Catalogue of Life.